# Nyctimene keasti
Nyctimene keasti — вид рукокрилих, родини Криланових. 

## Середовище проживання
Країни поширення: Індонезія, Тимор-Лешті. Його висотний діапазон вважається нижче 1000 м над рівнем моря. 